# Жундиаи
Жундиаи́ (порт. Jundiaí) — муниципалитет в Бразилии, входит в штат Сан-Паулу. Составная часть мезорегиона Макрорегион агломерации Сан-Паулу. Входит в экономико-статистический микрорегион Жундиаи. Население составляет 342 983 человека на 2007 год. Занимает площадь 431,969 км². Плотность населения — 807,1 чел./км².
Праздник города — 14 декабря.

## История
Город основан в 1655 году.
Важную роль в развитии г. Жундиаи сыграл экспорт кофе. Вокзал Жундиаи был одним из ключевых погрузочных пунктов, из которых отправляли в порт кофе и другие продукты для экспорта.

## Статистика
- Валовой внутренний продукт на 2005 составляет 13.960.746 mil реалов (данные: Бразильский институт географии и статистики).
- Валовой внутренний продукт на душу населения на 2010 составляет 40.704,00 реалов (данные: Бразильский институт географии и статистики).
- Индекс развития человеческого потенциала на 2000 составляет 0,857 (данные: Программа развития ООН).

## География
Климат местности: умеренный. В соответствии с классификацией Кёппена, климат относится к категории Cfb.